# Fondo de Adaptación

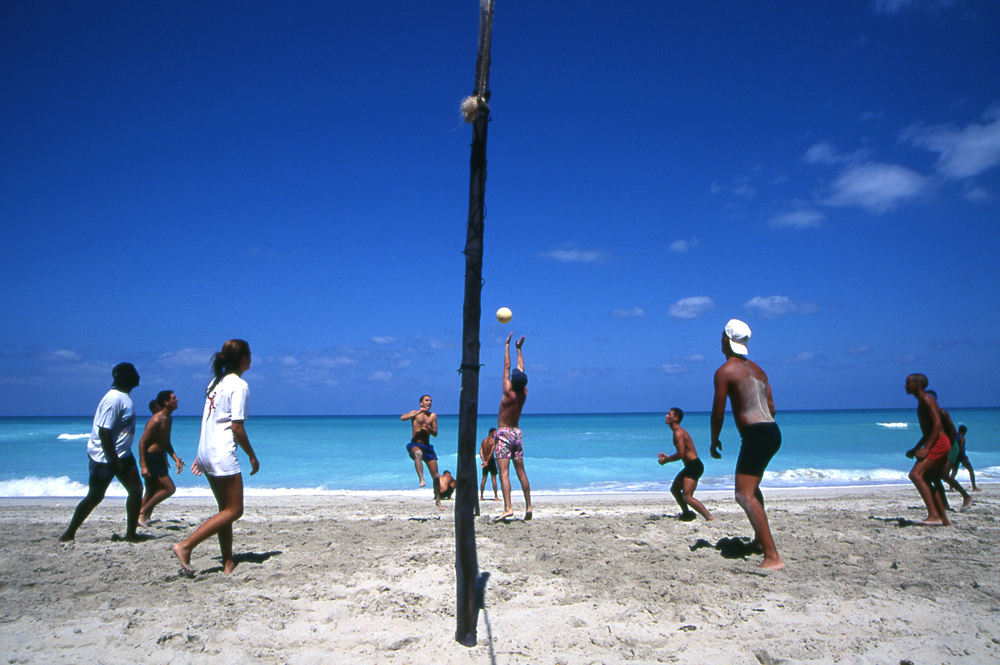
Playa de Varadero en Cuba. Uno de los proyectos del Fondo de Adaptación ayuda a la protección de las playas cubanas plantando manglares.

El Fondo de Adaptación es un fondo internacional  que financia proyectos y programas para ayudar a países en desarrollo a adaptarse a los efectos nocivos del cambio climático. Se instituyó según el Protocolo de Kioto de la Convención Marco de las Naciones Unidas sobre el Cambio Climático (UNFCCC por sus siglas en inglés).

## Estructura
El Fondo de Adaptación está dirigido por una junta (board) de administración (AFB por sus siglas en inglés). La secretaría de esta junta le proporciona investigación, asesoramiento, trabajo administrativo y otros servicios, y consta de personal internacional con sede en Washington D. C. El Banco Mundial sirve como el fiduciario (trustee) del Fondo de Adaptación. La AFB está compuesta de 16 miembros permanentes y 16 alternos, que representan países Anexo 1 (del Protocolo de Kioto), países no Anexo 1, países menos desarrollados (LDC por sus siglas en inglés), pequeños estados insulares en desarrollo (SIDS por sus siglas en inglés), y agrupaciones regionales. La AFB se reúne 3 veces al año en Bonn, Alemania. El Parlamento Alemán ha conferido a la AFB capacidad legal.

## Historia
El Fondo de Adaptación se lanzó oficialmente en 2007, pese a que realmente se estableció en 2001, durante la 7.ª Conferencia de las Partes (COP7) del UNFCCC en Marrakech (Marruecos), para financiar proyectos concretos de adaptación y programas que redujeran los efectos adversos del cambio climático sobre comunidades, países y sectores. Está diseñado para financiar proyectos y programas de adaptación en países en desarrollo que sean parte del Protocolo de Kioto.

### Mecanismo por el que reunió sus recursos
El Fondo de Adaptación se inició para ser financiado principalmente con una participación en los ingresos de los proyectos del mecanismo de desarrollo limpio (CDM por sus siglas en inglés), y también con dinero de otras fuentes. La participación en estos ingresos equivale a un 2 % de los certificados de reducción de emisiones (CER) emitidos para una actividad  CDM. A 30 de septiembre de 2013, el Fondo había acumulado 188,6 millones de dólares estadounidenses ($) en ingresos por ventas de CER. A 30 de noviembre de 2013 ya eran 156 millones de $ disponibles para proyectos de adaptación. A comienzos de noviembre de 2013 la AFB había destinado aproximadamente 200 millones de $ para apoyar la adaptación al calentamiento mundial en 29 países. En octubre de 2015 el Fondo había comprometido 331 millones de $ en 54 países.
Cuando el mercado de créditos de carbono se hundió, se volvieron fundamentales otras fuentes de financiación, como las donaciones de países del Anexo 1. A 30 de septiembre de 2013 estas donaciones ascendían a 151 millones de $. En un importante empujón de captación de dinero, la AFB y la secretaría del Fondo superaron a finales de 2013 su objetivo de donaciones comprometidas, con más de 100 millones de $ prometidos y donados por gobiernos.

## Acceso directo
Una característica única del Fondo de Adaptación es su mecanismo de acceso directo, el cual habilita a entidades nacionales de implementación acreditadas (NIE por sus siglas en inglés) y a agencias regionales de implementación acreditadas (RIE por sus siglas en inglés) en países en desarrollo para acceder directamente a la financiación del Fondo de Adaptación.

## Entidades de implementación acreditadas
A diciembre de 2016 la junta había acreditado a las siguientes entidades:

### Entidades nacionales de implementación (NIE)[13]
- Instituto de Planificación de Jamaica - Jamaica
- Centro de Seguimiento Ecológico – Senegal
- Agencia Nacional de Investigación e Innovación – Uruguay
- Fondo Medioambiental nacional - Benín
- Instituto de Biodiversidad Nacional Sudafricano (SANBI) - Sudáfrica
- Fideicomiso de Conservación de Áreas Protegidas (PACT) - Belice
- Ministerio de Planificación y Cooperación Internacional - Jordania
- Ministerio de Recursos Naturales (MINIRENA) - Ruanda
- Autoridad Nacional de Administración del Medio Ambiente (NEMA) - Kenia
- Instituto mexicano de Tecnología de Agua (IMTA) - México
- Unidad para el Cambio Rural (UCAR) - Argentina
- Banco nacional para la Agricultura y el Desarrollo Rural (NABARD) - India
- Fundecooperación para el Desarrollo Sostenible - Costa Rica
- Agencia para el Desarrollo Agrícola (ADA) - Marruecos
- Agencia de Cooperación Internacional de Chile - Chile
- Fundación para las Investigaciones sobre el Desierto (DRFN) - Namibia
- Ministerio de Medio Ambiente - Antigua & Barbuda
- Fundación Natura - Panamá
- Fideicomiso para la Conservación de la Micronesia (MCT) - Micronesia
- Fondo Peruano de Parques Nacionales y Áreas Protegidas (PROFONANPE) - Perú
- Ministerio de Finanzas y Cooperación Económica (MoFEC) - Etiopía
- Asociación para la Reforma de la Gobernanza (Kemitraan) - Indonesia
- Ministerio de Finanzas y Administración Económica (MFEM) - Islas Cook
- Unidad de Implementación de Proyectos Medioambientales (EPIU) - Armenia

### Agencias regionales de implementación (RIE)[14]
- Observatorio del Sáhara y el Sahel(OSS)
- Secretaría del Programa de Medio Ambiente del Pacífico  (SPREP)
- Banco de Desarrollo del África Occidental (BOAD)
- Banco Centroamericano de Integración Económica (BCIE)
- CAF-Banco de Desarrollo de América Latina (CAF)
- Banco de Desarrollo del Caribe (CDB)

### Entidades multilaterales de implementación (MIE)[15]
- Banco Africano de Desarrollo (BAfD)
- Banco Asiático de Desarrollo (BAsD)
- Banco Europeo para la Reconstrucción y el Desarrollo (BERD)
- Fondo Internacional de Desarrollo Agrícola (IFAD)
- Banco Interamericano de Desarrollo (BID)
- Programa de Naciones Unidas para los Asentamientos Humanos (ONU-Hábitat)
- Programa de las Naciones Unidas para el Desarrollo (PNUD)
- Programa de las Naciones Unidas para el Medio Ambiente (UNEP)
- Programa Mundial de Alimentos de Naciones Unidas (WFP)
- Organización de las Naciones Unidas para la Educación, la Ciencia y la Cultura (UNESCO)
- Banco Internacional de Reconstrucción y Fomento (del Grupo Banco Mundial
- Organización Meteorológica Mundial (WMO)